# غرباء بالكامل (فلم 2017)
غرباء بالكامل هو فيلم إثارة كوميدي إسباني من إخراج أليكس دي لا إغليسيا. ترشح الفيلم ل21 جائزة  وحقق إيرادات بلغت 18.9 مليون يورو. الفيلم مقتبس من الفيلم الإيطالي الذي يحمل نفس الاسم، الفيلم من بطولة بيلين رويدا،إدوارد فرنانديز،إرنستو ألتيريو،خوانا أكوستا،إدواردو نوريغا وبيبون نيوتو.

## روابط خارجية
مقالات تستعمل روابط فنية بلا صلة مع ويكي بيانات